# Heinrich von Wernigerode
Heinrich von Wernigerode († Juni 1429 in Wernigerode) war der letzte Graf von Wernigerode.
Mit ihm starb das Geschlecht der Wernigeröder Harzgrafen im Mannesstamm aus. Seit 1400 bestand ein Erbvertrag mit den verwandten Grafen zu Stolberg, durch den die Grafschaft Wernigerode nach seinem Tod an den Grafen Botho zu Stolberg († 1455) fiel.